# Edwin Ávila
Edwin Alcibiades Ávila Vanegas (nascido em 21 de novembro de 1989) é um ciclista colombiano.
Representou seu país, Colômbia, no ciclismo nos Jogos Olímpicos de Verão de 2012, terminando em oitavo na prova de perseguição por equipes (dos 4 km em pista).